# Laurent de Gorrevod

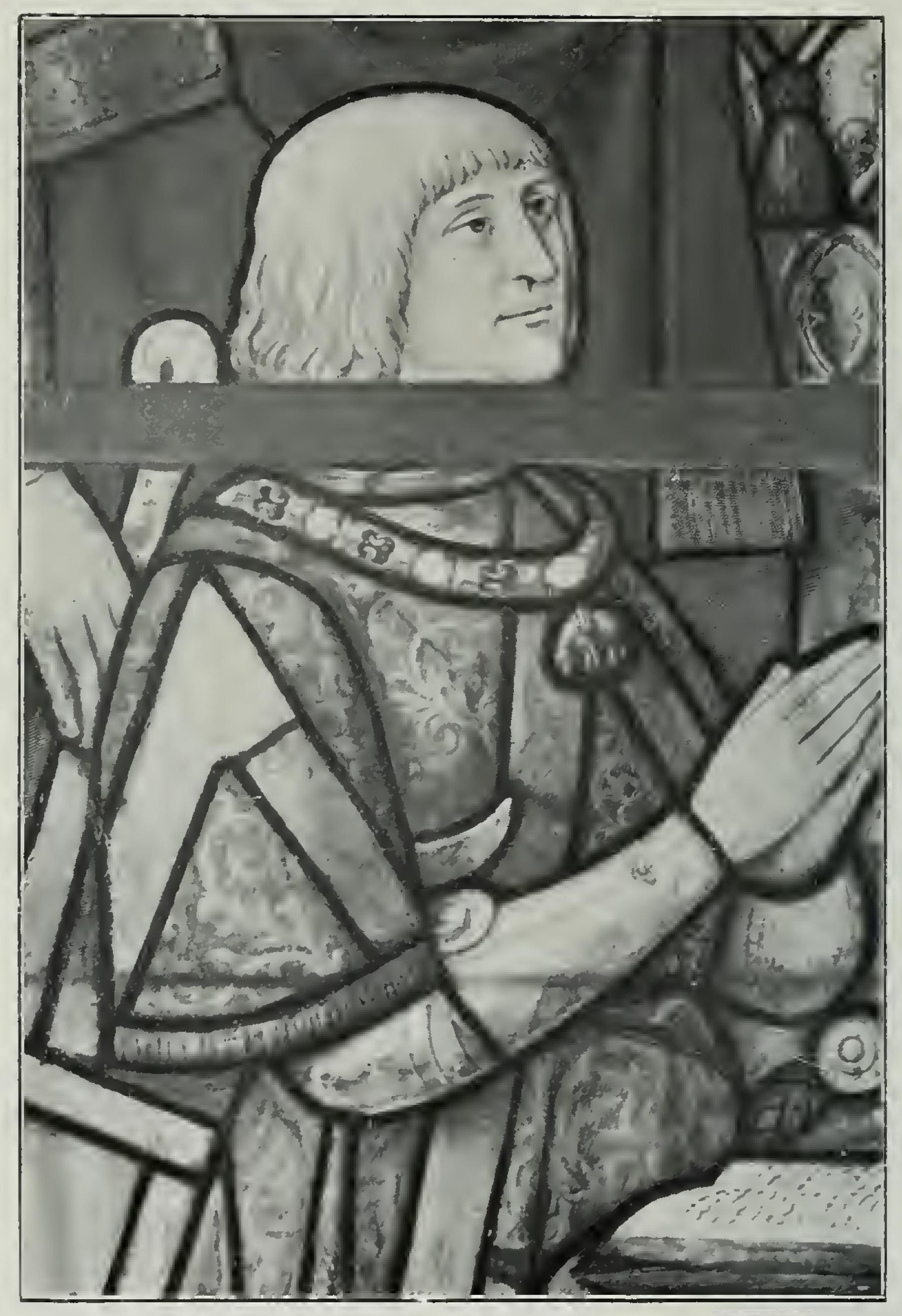
Laurent de Gorrevod

Laurent de Gorrevod (* in Bresse; † 1529 in Barcelona) war 1520 Botschafter von Margarete von Österreich bei Heinrich VIII. von England.

## Leben
Laurent de Gorrevod war ein Bruder des Kardinals Louis de Gorrevod. Von seinen Vorfahren erbte Laurent de Gorrevod die Grafschaft von Marney und Ländereien in Bresse.
1497 war in den Diensten von Philibert II. von Savoyen. 1504 war er Gouverneur von Bresse. Er ging als Finanzexperte mit Margarete von Österreich in die spanischen Niederlande. 1516 wurde Gorrevod in den Orden vom Goldenen Vlies aufgenommen.
Im August 1518 erhielt er von Karl V. ein Asiento de Negros, welcher das Verschleppen von 4.000 Afrikanern in das spanische Weltreich zum Gegenstand hatte. Er verkaufte diesen in mehreren Teilen an Genuesen.
1518 war er bei der Krönung von Karl V. in Valladolid anwesend. 1520 wurde er Viscount of Salins. 1521 wurde er Count von Pont-de-Vaux. Während seiner häufigen Besuche beim Hof handelte er als einer von Karl V. Schlichter im Konflikt zwischen dem Erzbischof und der Stadt Besançon.
Im Frühjahr 1521 berichtete er Margarete von Österreich vom Reichstag in Worms. Dort übte er großen Einfluss aus und unterstützte die Ernennung von Mercurino Arborio di Gattinara zum Kanzler. Als grand-maitre de l'hotel nahm er 1522 eine wichtige Position am Hof von Karl V. ein. 1526 unterzeichnete er den Vertrag von Madrid, welcher die Gefangennahme von Franz dem I. von Frankreich beendete.
1527 unterzeichnete er ein Testament auf seiner Burg Marnay. Er starb in Barcelona, nachdem er an den Verhandlungen teilgenommen hatte, welche zum Frieden von Cambrai führten.
Er wurde in einer kleinen Kirche in Brou beigesetzt.